# Мишле, Жюль
Жюль Мишле́ (фр. Jules Michelet; 21 августа 1798, Париж — 9 февраля 1874, Йер, департамент Вар, Франция) — французский историк и публицист, представитель романтической историографии, автор глубоко субъективных трактатов об истории, обществе и природе, написанных ярким, взволнованным языком. Автор термина «Ренессанс» («Возрождение»).

## Биография
Родился в небогатой семье, которую он сам называл «крестьянской». Отец его переселился в Париж и существовал за счёт доходов от основанной им типографии. Пока при Первой республике печать пользовалась относительной свободой, дела типографии процветали, но с установлением Империи семье Мишле пришлось испытать горе и нужду; бедственное положение её дошло до того, что дед, отец, мать и 12-летний Жюль сами должны были исполнять типографскую работу.
Понятно, что в таких условиях обучение молодого Мишле было сопряжено с трудностями; уроки чтения ему пришлось брать рано утром у одного старого книготорговца, прежнего школьного учителя, пылкого революционера: от него Мишле наследовал восхищение революцией. Веру в Бога и в бессмертие (он не был крещён в детстве) вызвала в нём книга «О подражании Христу». На последние средства родители поместили Мишле в коллегию Шарлемань. Стеснявшемуся своей бедности, не привыкшему к обществу Жюлю ученье давалось трудно, но редкое прилежание помогло ему победить предубеждение, с которым относились к нему сначала его учителя; они признали в нём дарование, особенно литературное.
В 1821 году он стал учителем в коллегии Sainte-Barbe, где почти против своего желания стал преподавать историю; его привлекали в то время древняя литература и философия; докторская диссертация его посвящена Плутарху и идее бесконечности Локка. Из историков его увлек прежде всего Вико; сделанное им извлечение из этого писателя и составленное им «Précis de l’histoire moderne» доставили ему литературную известность, и в 1827 году он получил место профессора философии и истории в Нормальной школе.
В его преподавании история и философия шли рука об руку; в курсе первой он давал историю цивилизации, стараясь обрисовать характеры различных народов и их религиозную эволюцию. В это же время в его уме зародилась философская концепция, что история есть драма борьбы между свободой и фатализмом. Когда вскоре в школе были разделены два предмета, которые он преподавал, Мишле желал удержать за собой философию и лишь неохотно посвятил себя истории.
Плодом занятий ею явились две работы: философская — «Introduction à l’histoire universelle» и его первый большой исторический труд — «Histoire romaine: République» (Париж, 1831). Основная мысль первого очерка заимствована у Гегеля, но гегелевская философия истории у Мишле лишена своего метафизического смысла и значения и приведена к совершенно другому результату: венцом всемирно-исторического процесса у него является Франция, а процесс освобождения мирового духа, приходящего к самосознанию в человечестве, становится реальным прогрессивным торжеством свободы в борьбе человека с природою, с материей или роком. В бойкой своей книге о римской республике Мишле попытался сделать результаты Нибуровских трудов достоянием французской публики, но эта попытка поколебать рутину преподавания осталась бесплодной; сам он позже уже не возвращался к древней истории.
Июльская революция доставила Мишле место заведующего историческим отделом в национальном архиве. Здесь ему открылась возможность заняться историей отечества; он временно увлекся теорией беспристрастия, с которою выступала школа Гизо.
В написанных им в это время первых 6 томах истории Франции (1831—1843) он проявляет добросовестную эрудицию, глубокое знание оригинальных документов и в то же время творческий гений, проникающий в душу действующих лиц, возвращающий их к жизни и заставляющий действовать. Позже, увлеченный публицистическою струёй, он уже не мог вернуться к такому пониманию средневековой жизни.
Не ужившись с Кузеном, новым директором Нормальной школы, Мишле в 1838 году перешёл в Коллеж де Франс, где в первый раз очутился перед вольной аудиторией, требовавшей от лектора не ознакомления с научными открытиями, а живого красноречивого слова. Кафедра для Мишле превратилась в трибуну, с которой он развивал свои идеи о политической и социальной добродетели. Его лекции все более и более принимали характер проповеди, créer des âmes — создавать души — всё более и более становилось целью его профессуры.
Когда с 1840 года Июльская монархия окончательно усвоила себе политику, несовместную с прогрессом, то в числе многих пришедших к крайним мнениям и революционным тенденциям был и Мишле. В это время особенно развились в Мишле две усвоенные им до упоения страсти: знаменитое вольтеровское «écrasez l’infâme» («раздавить гадину!») по отношению к клерикализму — и культ народа, которому положил начало Жан Жак Руссо. В 1843 году он совместно с Э. Кинэ издал ожесточённый памфлет против иезуитов, «Des Jésuites», получивший громадное распространение: он появился в газете, расходившейся в числе 48 000 экземпляров, перепечатывался, кроме того, провинциальными газетами и расходился в массе дешевых изданий среди народа. Не меньшее распространение получила брошюра «Le prêtre» la femme et la famille" (1845), где Мишле развивает направленную против иезуитских духовников мысль, что краеугольным камнем храма и фундаментом гражданской общины должен быть семейный очаг. В политической сфере идеалом его стала демократическая республика; руководящей нити в путанице современных вопросов он стал искать в изучении «Великой революции» 1789 года. Его историю революции называют эпической поэмой с героем — народом, олицетворенным в Дантоне. Первый том её вышел в 1847 году, последний — в 1853 году.
Декабрьский переворот лишил Мишле кафедры в Коллеж де Франс, а за отказ от присяги он потерял место в архиве. Он чувствовал себя подавленным и обессиленным, но не пал духом благодаря поддержке второй своей жены (fr:Athénaïs Mialaret), имевшей большое влияние на его жизнь и дальнейшее направление его занятий. Продолжая работать над своей книгою о великой революции, Мишле в сотрудничестве с женою дал серию книг о природе, редких по своей очаровательной оригинальности.

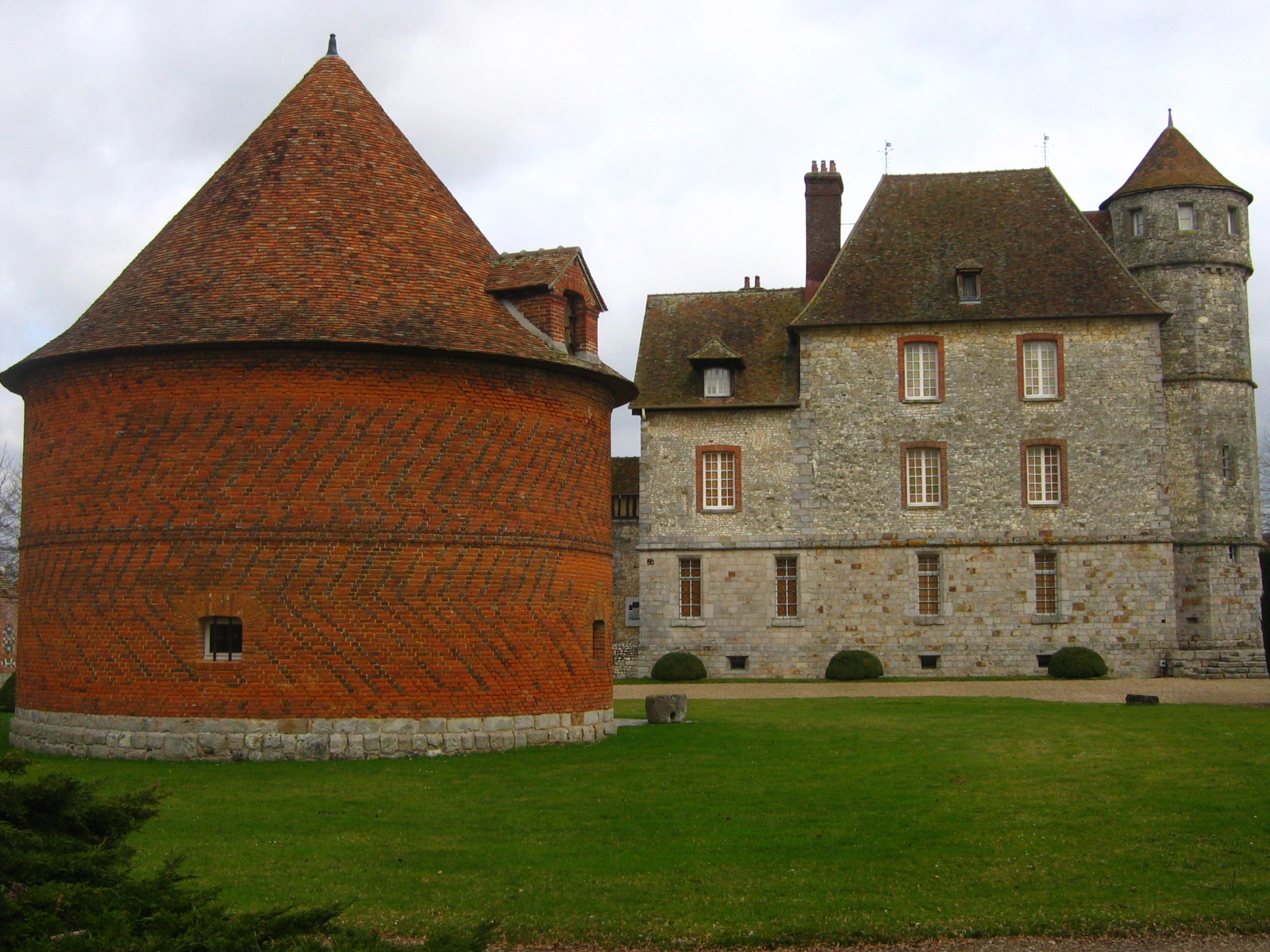
Замок в Эре, Верхняя Нормандия, где жил Мишле.

Мишле и прежде любил природу, но теперь почувствовал тесную связь между человеком и природою; он увидел в ней зародыш нравственной свободы, совокупность мыслей и чувств, сходных с нашими. Его «L’oiseau» (1856), «L’insecte» (1857), «La mer» (1861) и «La montagne» (1868) и в явления природы, и в жизнь животных переносят то же страстное сочувствие ко всему страдающему, беззащитному, которое мы видим в его исторических трудах.
В 1858 году Мишле издал «L’amour», в 1859 году — «La Femme»; его восторженные слова о любви и браке в соединении с большой откровенностью в трактовании этих вопросов вызвали насмешки критики, но тем не менее обе книги достигли редкой популярности. «L’amour» составляет предисловие к «Nos fils» (1869), где Мишле подробно изложил свой взгляд на воспитание, резюмируемое им в словах: семья, отечество, природа. Проповеди тех же идей посвящена ранее изданная «La bible de l’humanité» (1864) — краткий очерк нравственных учений, начиная с древности. Наряду с этими соч. М. дал несколько небольших трудов по истории: «Les femmes de la Révolution» (1854), «Les soldats de la Révolution», «Légendes démocratiques du Nord», потрясающий историко-патологический этюд «La sorcière» (1862). В 1867 году он закончил свою «Histoire de France», доведя её до порога революции 1789 году.
Благодаря своим занятиям естественными науками и психологией Мишле чувствовал себя помолодевшим; ему казалось, что и во Франции начинается возрождение прежней энергии. Франко-прусская война принесла ему страшное разочарование. Когда стал угрожать призрак этой войны, Мишле почти один решился протестовать публично против увлечения тщеславным и грубым шовинизмом; здравый смысл и ясновидение историка не позволяли ему сомневаться относительно исхода войны. Голос его остался, однако, незамеченным. Слабое здоровье помешало ему выдержать осаду Парижа; он удалился в Италию, где известие о капитуляции Парижа вызвало у него первый припадок апоплексии. В брошюре «La France devant l’Europe» (Флоренция, 1871) он высказывает веру в бессмертие народа, остававшегося в его глазах представителем идей прогресса, справедливости и свободы.
Едва оправившись, историк принялся за новый громадный труд «Histoire du XIX siècle», издал в три года 3,5 тома, но довел своё изложение лишь до битвы при Ватерлоо. Триумф реакции в 1873 году отнял у него надежду на скорое возрождение отечества. Силы его все больше слабели, и 9 февраля 1874 года он умер в Йере (департамент Вар); похороны его дали повод к республиканской демонстрации.

## Взгляды

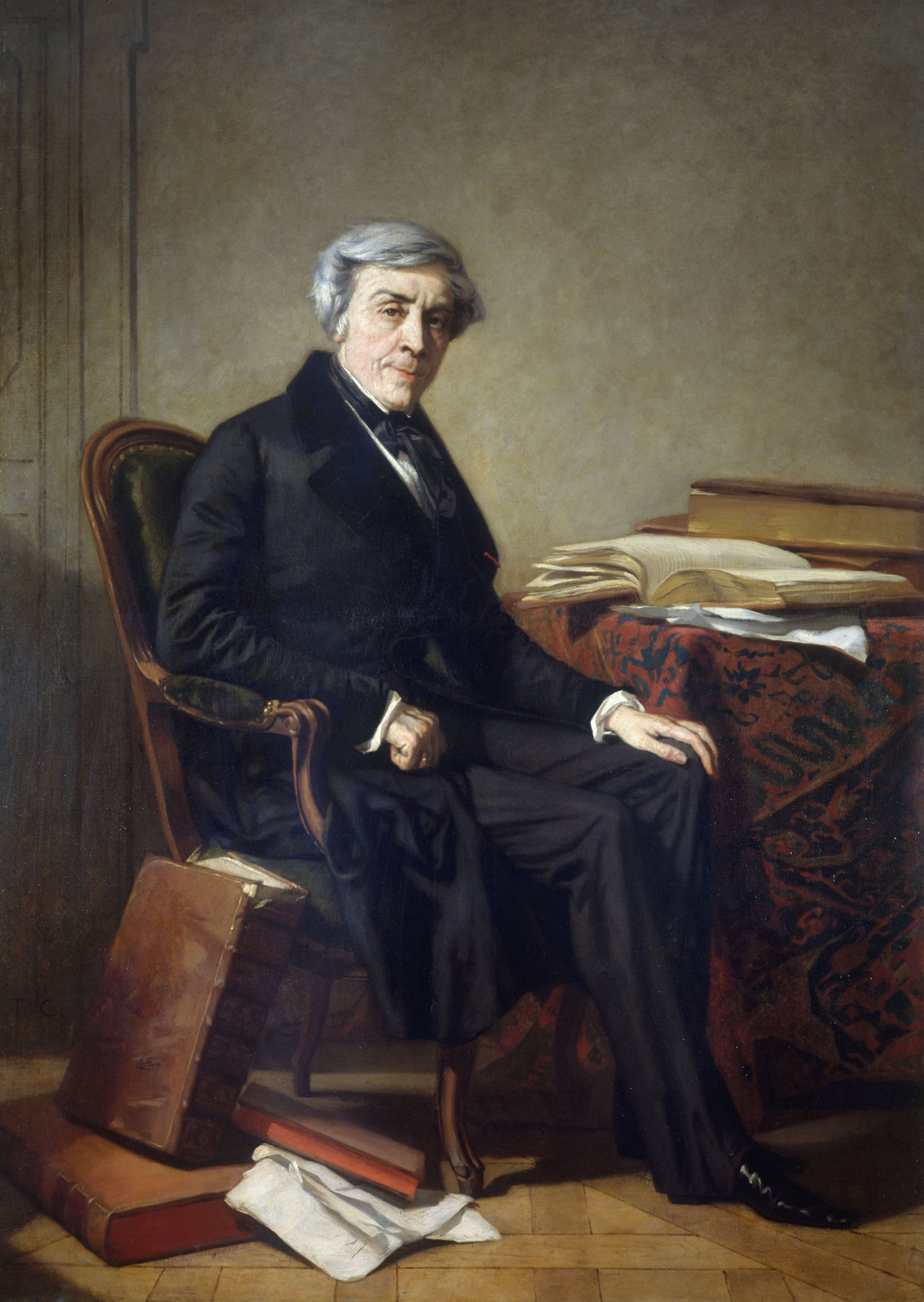
Портрет Жюля Мишле кисти Тома Кутюра (1865)

Мишле, по отзыву И. Тэна — не историк, но один из величайших поэтов Франции, его история — «лирическая эпопея Франции». Чувство сострадания, жалости, пробудившееся в М. в детстве, когда он горько сознавал своё одиночество и бедность, сохранилось в нём во всех фазисах жизни и тотчас прорывалось наружу, как только воображение переносило его в чуждую ему эпоху. Он страдал вместе с жертвой, кто бы она ни была, и ненавидел гонителя. К самым ярким страницам французской историографии принадлежат те, на которых М. изображал муки и страдания людей, терпевших от веры в колдовство и от жестокого преследования страшной психической эпидемии. Отзывчивость его к чужим страданиям была слишком велика, чтобы он мог остаться беспристрастным зрителем современных ему событий. Злобы дня так сильно захватили его душу, что он внес их в изучение прошлого; настоящее, особенно в трудах, написанных с половины 40-х гг., стало у него окрашивать в свой цвет прошлое и порабощать его своим потребностям и идеалам. Эта же необыкновенная впечатлительность, эти чувства жалости и любви являются элементом, связывающим воедино его разнообразные труды по истории, естествознанию и психологии.
Свои мысли о народе он изложил в книгах «Le peuple» (1848) и «Le Banquet» (1854). Мишле является здесь решительным противником социализма. Последний желает уничтожения частной собственности, а жизненный и нравственный идеал настоящего народа, то есть крестьянства, обусловливался, в глазах Мишле, именно обладанием частною собственностью, своим куском земли, своим полем; он даже требовал в интересах этой частной собственности уничтожения переживших революцию остатков общественной собственности. Несимпатичен был ему и элемент насильственности у сторонников коммунизма; он не понимал братства без свободы, его гуманная натура отвергала с негодованием всякие террористические меры для осуществления идеала любви. Но, отвергая социалистические и коммунистические мечтания, Мишле горестно ощущал всю глубину общественного разлада (divorce social).
Возможность устранить его представлялась ему лишь в сближении верхних слоев с народом — сближении, основанном на любви, на отречении от эгоизма. Желая при этом привлечь сочувствие к народу, он его сильно идеализировал; он превозносил народный инстинкт и отдавал ему преимущество перед книжной рассудочностью образованных классов, приписывал народу способность к подвигу и самопожертвованию в противоположность холодному эгоизму обеспеченных классов. Такие взгляды вполне оправдывают данную одним из наших историков Мишле кличку «народник». Ключ к разрешению социальной проблемы Мишле находил в психическом явлении, которое представляет собою гений: как гений гармоничен и плодотворен, когда оба элемента, в нём заключающиеся — человек инстинкта и человек размышления, — содействуют друг другу, так и творчество, проявляющееся в истории народа, плодотворно, когда низшие и верхние слои его действуют во взаимном понимании и согласии. Прежде всего, проповедовал М., нужно излечить душу людей; средством для этого должна быть народная школа, которая ставила бы себе целью возбуждение социальной любви. В этой общей школе должны перебывать год или два дети всех классов, всякого состояния; она настолько же должна служить сближению классов, насколько нынешняя школа содействует разъединению их.

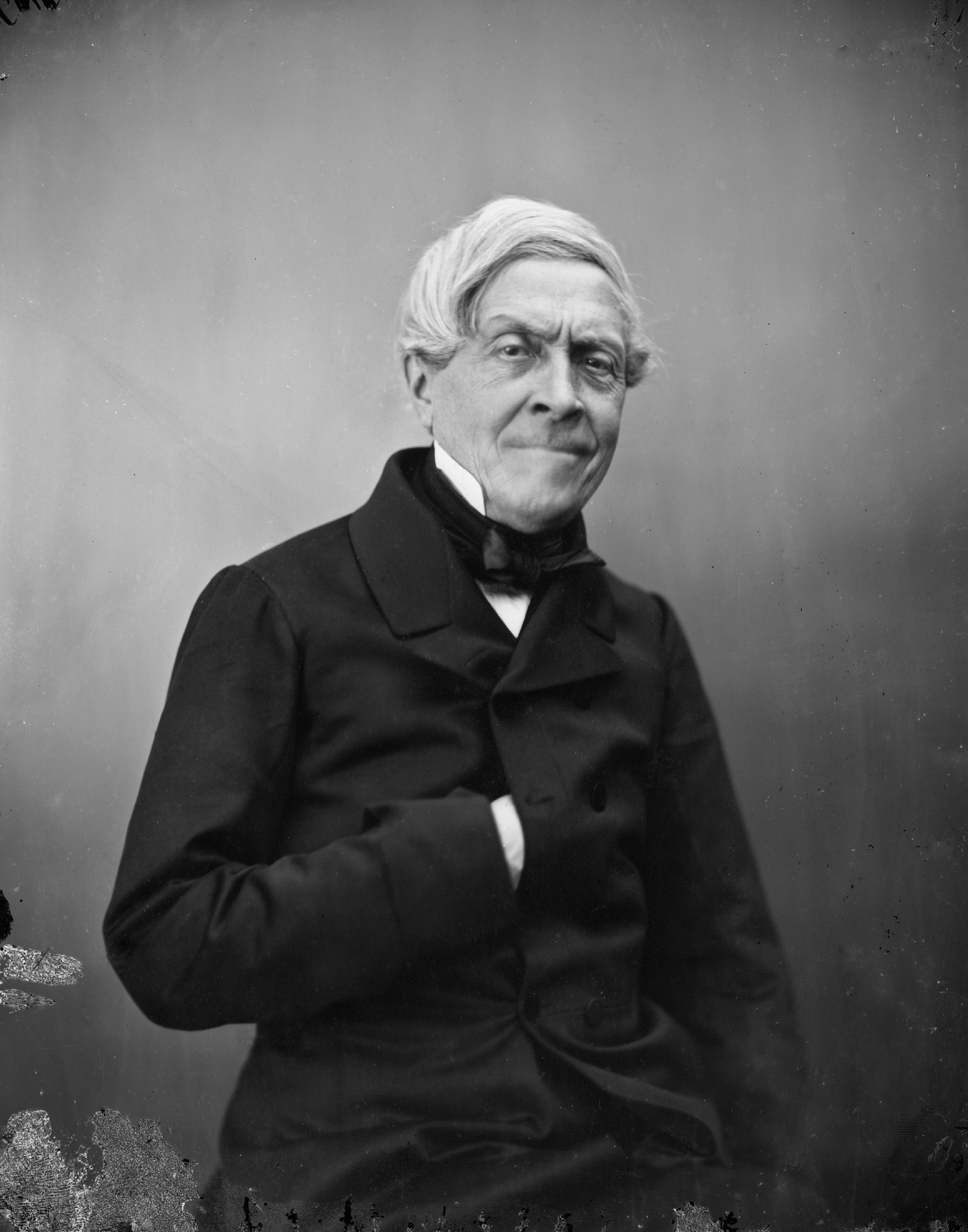
Мишле на фотографии Надара

В общенародной школе, по плану Мишле, ребёнок должен был, прежде всего, узнать своё отечество, чтобы научиться видеть в нём живое божество (un Dieu vivant), в которое он мог бы верить; эта вера поддержала бы в нём потом сознание единства с народом, и в то же время в самой школе предстало бы ему наяву отечество в образе детской общины, предшествующей общине гражданской. С помощью усвоенной с детства гражданской любви Мишле считал возможным достигнуть идеального государства, основанного, однако, не на равенстве, а на неравенстве, построенного из людей различных, но приведенных в гармонию посредством любви, все более и более ею уравниваемых. Установление союза между различными классами Мишле ожидает от учеников высших школ: они должны явиться посредниками, естественными миротворцами гражданской общины. Эта мечта Мишле, как указывает В. И. Герье, находит себе в наше время осуществление, но там, где Мишле наименее этого ожидал, — в стране, воплощавшей для него гордыню и эгоизм: в Англии.

### Мишле о России
В связи с волнениями в Польше Мишле, симпатизировавший повстанцам, характеризовал русских как «скотов-варваров, недостойных общения с европейскими народами». Мишле писал, что у чистокровных русских взгляд ящерицы, и интеллектуально они имеют мало общего с европейцами. После упреков со стороны Герцена Мишле на время скорректировал своё отношение к России, называя её «самым юным членом семейства европейских народов», однако в 1871 г. он вновь описывает Россию как «азиатскую страну, чистота крови которой была подпорчена немецкой бюрократией» и где, таким образом, сходятся тирании Азии и Европы. Крестьянское население России он называет живущим «в туне и во сне» и питающим отвращение к идеям собственности, ответственности и труда. Оттого тиранам «русскую расу» запугивать и держать в подчинении проще, чем любой другой народ в мире. Мишле был солидарен с Чаадаевым в том, что у России нет ни прошлого, ни будущего.

### Переводы на русский язык
- Мишле Ж. Краткая история Франции до французской революции / Пер. с фр. Константина Пуговина. — СПб.: тип. Департамента внешней торговли, 1838. — 330 с.
- Мишле Ж. Обозрение новейшей истории. — СПб.: тип. А. Воейкова и К°, 1838. — 161 с.
- Мишле Ж. История Франции в XVI веке. — СПб.: тип. Штаба Отдельного корпуса внутренней стражи, 1860. — 136 с.
- Мишле Ж. Море. — СПб.: ред. журнала «Рассвет», 1861. — 192 с.
- Мишле Ж. Реформа: Из истории Франции в XVI в.. — СПб.: тип. Штаба Отдельного корпуса внутренней стражи, 1862. — 232 с.
- Мишле Ж. Женщина. — Одесса: А. С. Великанов, 1863. — 460 с.
- Мишле Ж. Царство насекомых: Общепонятное чтение для всех сословий и возрастов. — СПб.: тип. И. Маркова и К°, 1863. — 242 с.
- Мишле Ж. Птица / Пер. и предисл. В. Г. и Ю. Г. Короленко. — СПб.: Книжник, 1878. — 244 с.
- Мишле Ж. Характеристика Плутарха / пер. Н.Н. Маракуева. — М.: Народная библиотека, 1888. — 48 с.
- Мишле Ж. О системе и жизни Вико: Историко-биографический этюд / пер. с фр. студ. Имп. Харьк. ун-та Николая Пароконного, под ред. проф. В. П. Бузескула. — Харьков: А. Д. Карчагин, 1896. — 51 с.
- Мишле Ж. Ведьма / под ред. В. Фриче. — М.: Современные проблемы, 1912. — 373 с.
- Мишле Ж. Очерк современной истории / пер. с фр. А. Лызлова. — М.: тип. В.И. Воронова, 1912. — 88 с.
- Мишле Ж. История XIX в.: в 3 томах. — СПб.: тип. Ф.С. Сущинского, 1883—1884.
- Мишле Ж. Жанна Д'Арк / пер. Т. Быковой, Е. Скржинской, М. Клименко, под ред. и с предисл. О. А. Добиаш-Рождественской. — Петроград: Всемирная литература, 1920. — 166 с.
- Мишле Ж. Кордельеры и Дантон / пер. Т. А. Быковой, под ред. и с предисл. О. А. Добиаш-Рождественской. — Петроград: Всемирная литература, 1920. — 136 с.
- Мишле Ж. Ведьма / пер. с фр. А. Некоры. — М.: Атеист, 1929. — 207 с.
- Мишле Ж. Народ / изд. подгот. В. Г. Дмитриев и Ф. А. Коган-Бернштейн; пер. В. Г. Дмитриева. — М.: Наука, 1965. — 207 с. — (Литературные памятники).
- Мишле Ж. Ведьма. — Киев: СП «Свенас», 1992. — 304 с. — ISBN 5-85722-016-5.
- Мишле Ж. Ведьма. Женщина / вступ. ст., подгот. текста В. Сапова. — М.: Республика, 1997. — 462 с. — (Библиотека «Религия, культура, наука»). — ISBN 5-250-02589-7.
- Мишле Ж. Ведьма. Женщина / пер. с фр. А. Некоры; под ред. В. Сапова. — М.: Эксмо, 2007. — 495 с. — (Зарубежная классика). — ISBN 978-5-699-24937-4.
- Мишле Ж. История Французской революции: в шести томах / пер. с фр. Ю.В. Гусевой. — М.: Ладомир, Наука, 2022. — (Литературные памятники). — ISBN 978-5-86218-622-2.

## Память
Именем названа улица в VI-м округе Парижа.

Именем названа улица в Нанси.

Именем названа улица в Алжире (столице Алжира).